# Estádio Dom Afonso Henriques
Estádio D. Afonso Henriques – förkortat Estádio D. Afonso Henriques – är en fotbollsarena i staden Guimarães i norra Portugal. Den är hemmaarena för Vitória de Guimarães och har en kapacitet på 30 000 åskådare. Arenan byggdes om till EM 2004.